# Prumo Logística Global
Prumo Logística Global S.A (Prumo) est une entreprise brésilienne. Créée sous le nom LLX Logistica S.A (LLX) en 2007, par Eike Batista au sein du groupe EBX, elle est rachetée par EIG Global Energy Partners en 2013 et change de nom en Prumo Logística Global. Elle exerce dans la logistique, en particulier l'activité portuaire au Brésil. 